# 51 Возничего
51 Возничего (лат. 51 Aurigae, HD 47070) — одиночная звезда в созвездии Возничего на расстоянии приблизительно 464 световых лет (около 142 парсеков) от Солнца. Видимая звёздная величина звезды — +5,69m. Возраст звезды оценивается как около 2,2 млрд лет.

## Характеристики
51 Возничего — оранжевый гигант спектрального класса K5III или K0. Масса — около 1,58 солнечной, радиус — около 24,47 солнечных, светимость — около 177,999 солнечных. Эффективная температура — около 4262 К.